# 김동희 (2000년)
김동희(金桐熙, 2000년 2월 4일 ~ )는 대한민국의 바둑 기사이다.

## 약력
대전 출신으로 사촌 형인 김준석 기사의 영향으로 바둑에 입문했다. 바둑 학원을 거쳐 장수영 바둑도장에서 박영롱, 이춘규 사범의 지도를 받았다. 2018년 12월, 제142회 연구생 입단대회를 통해 입단했다. 2020년 2단을 거쳐 2022년 3단으로 승단했다.